# 応神郵便局
応神郵便局（おうじんゆうびんきょく）は、徳島県徳島市にある郵便局。民営化前の分類では無集配特定郵便局であった。

## 概要
住所：〒771-1153 徳島県徳島市応神町吉成西吉成46-3

## 沿革
- 1909年（明治42年）3月26日 - 開設。
- 1963年（昭和38年）5月1日 - 応神郵便局に改称。
- 1966年（昭和41年）10月1日 - 市町村合併に伴い、徳島市内の郵便局となる。
- 1994年（平成6年）6月20日 - 川内郵便局へ集配業務を移管、無集配局となる。
- 2007年（平成19年）10月1日 - 民営化に伴い、郵便局株式会社応神郵便局となる。
- 2012年（平成24年）10月1日 - 日本郵便株式会社発足に伴い、日本郵便株式会社応神郵便局となる。

## 取扱内容
- 郵便、印紙、ゆうパック、内容証明
- 貯金、為替、振替、振込、国債
- 生命保険、バイク自賠責保険
- 郵便局のみまもりサービス
- ゆうちょ銀行ATM

## 風景印
- なし

## 周辺
- 徳島市役所応神支所
- 徳島市応神コミュニティセンター
- 徳島市応神小学校
- 徳島市応神中学校
- 徳島市農協応神支所
- マクドナルド徳島応神町店
- 若宮神社
- 今切川
- 徳島自動車道
- 徳島県道29号徳島環状線

## アクセス
- JR高徳線 吉成駅下車。徒歩分。
- JR高徳線 徳島駅下車。バス分。
- 徳島バス 西吉成停留所下車。徒歩分。
- 徳島自動車道 徳島IC
- 徳島県道29号徳島環状線
- 駐車場:5台